# チャールズ・ベリー (第2代チャールヴィル伯爵)

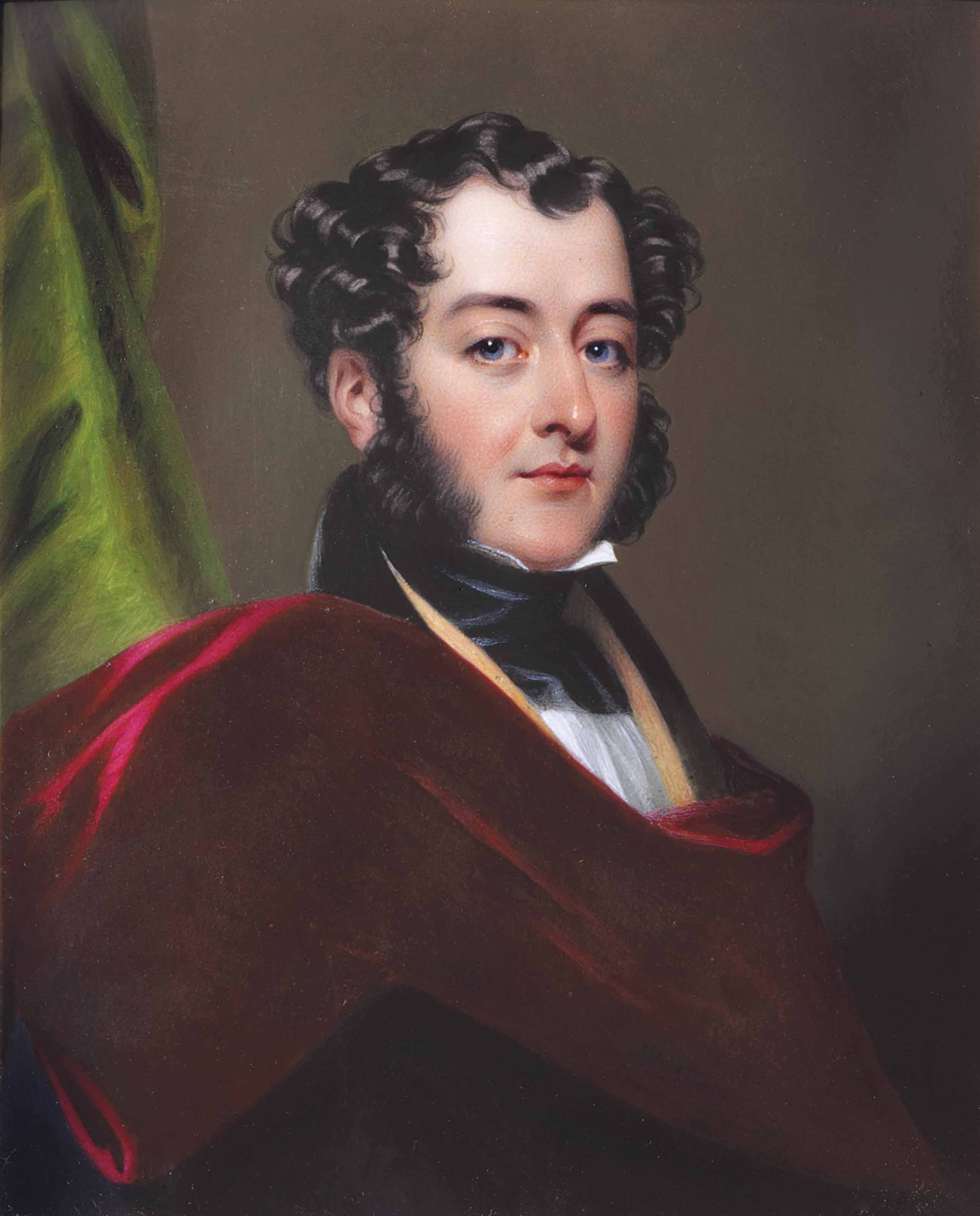
ヘンリー・ピアース・ボーンによる肖像画、1835年。

第2代チャールヴィル伯爵チャールズ・ウィリアム・ベリー（Charles William Bury, 2nd Earl of Charleville、1801年4月29日 – 1851年7月14日）は、イギリスの政治家、アイルランド貴族。トーリー党、のち保守党に属し、庶民院議員、アイルランド貴族代表議員を務めた。庶民院議員期にはウルトラ・トーリーの1人であり、カトリック解放、審査法廃止、第1回選挙法改正に反対した。
1806年から1835年までタラモア卿の儀礼称号を使用した。

## 生涯
初代チャールヴィル伯爵チャールズ・ベリーと妻キャサリン・マリア（1761年ごろ – 1851年2月24日、トマス・タウンリー・ドーソンの娘）の息子として、1801年4月29日に生まれた。
1825年、キングス・カウンティ県長官を務めた。1826年イギリス総選挙で不在ながらチャールヴィル伯爵家の懐中選挙区であるカーロウ選挙区から出馬して、無投票で庶民院議員に当選した。以降1830年、1831年の総選挙でも無投票で再選した。庶民院ではカトリック解放（1827年3月、1828年5月、1829年3月）、審査法廃止（1828年2月）、1828年クレア補欠選挙に伴うダニエル・オコンネルの議員就任（1829年5月）に反対し、1829年10月にはウルトラ・トーリーの指導者第8代準男爵サー・リチャード・ヴィヴィアンが「トーリー党に属するが、現内閣に強く反対する」と形容した。1830年の総選挙の後にはホイッグ党内閣であるグレイ伯爵内閣がタラモア卿を「穏健ウルトラ」（moderate Ultra）、すなわち野党に分類した。この分類は正しく、タラモア卿は第1回選挙法改正に一貫して反対票を投じた。
1832年イギリス総選挙でトーリー党候補としてペンリン・アンド・ファルマス選挙区から出馬して、428票（得票数2位）で当選した。1835年イギリス総選挙で再選を目指したが、397票（得票数3位）で落選した。同年4月の補欠選挙で三たび出馬したが、326票対348票で落選した。
1835年10月31日に父が死去すると、チャールヴィル伯爵位を継承した。1838年4月13日にアイルランド貴族代表議員に当選、1851年に死去するまで務めた。しかし1841年に成立した保守党内閣である第2次ピール内閣でグレンゴール伯爵と同じく官職を得られず、不満だった。
1851年7月14日にロンドン近郊で死去、長男チャールズ・ウィリアム・ジョージが爵位を継承した。

## 家族

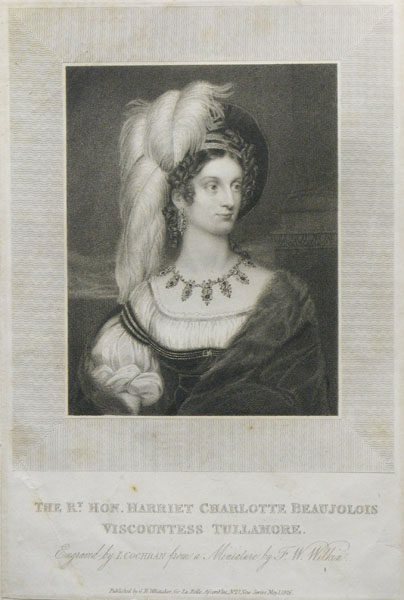
チャールヴィル伯爵夫人ハリエット、1826年。

1821年2月26日、ハリエット・シャーロット・ボジョレー・キャンベル（1848年2月1日没、ジョン・キャンベルの娘）と結婚、4男2女をもうけた。
- チャールズ・ウィリアム・ジョージ（1822年3月8日 – 1859年1月19日） - 第3代チャールヴィル伯爵[1]
- ヘンリー・ウォルター（1823年5月7日 – 1830年11月30日[6]）
- ボジョレー・エレオノーラ・キャサリン（Beaujolois Eleonora Katherine、1824年12月4日[6] – 1903年7月9日） - 1853年6月30日、ヘースティングズ・デント（Hastings Dent、1812年 – 1864年6月7日、ジョン・デント（英語版）の息子）と結婚、子供あり[7]
- ジョン・ジェームズ（1827年10月22日 – 1864年1月18日） - 1852年6月24日、カナダでシャーロット・テリーザ・オースティン（Charlotte Teresa Austin、トマス・オースティンの娘）と結婚、4女をもうけた[6]
- アルフレッド（1829年2月19日 – 1875年6月26日） - 第5代チャールヴィル伯爵[1]
- ジュリア（1832年1月15日 – 1832年1月15日[6]）